# Округ Ливингстон (Илиноис)
Округ Ливингстон (енгл. Livingston County) је округ у америчкој савезној држави Илиноис.

## Демографија
По попису из 2010. године број становника је 38.950, што је 728 (-1,8%) становника мање 2000. године.
| Група             | 2000.          | 2010.          |
| Белци             | 36.145 (91,1%) | 34.903 (89,6%) |
| Афроамериканци    | 2.053 (5,2%)   | 1.915 (4,9%)   |
| Азијати           | 123 (0,3%)     | 199 (0,5%)     |
| Хиспаноамериканци | 1.056 (2,7%)   | 1.532 (3,9%)   |
| Укупно            | 39.678         | 38.950         |